# U-20-Fußball-Afrikameisterschaft 2009
Die U-20-Fußball-Afrikameisterschaft 2009 war die 16. Auflage des vom Afrikanischen Fußballverband (CAF) organisierten Turniers für Junioren-Fußball-Nationalmannschaften (U-20) Afrikas. Das Turnier wurde vom 18. Januar bis 1. Februar 2009 in Ruanda ausgetragen. Sieger wurde Ghana durch einen 2:0-Sieg gegen Kamerun. Die beiden Finalisten sowie die unterlegenen Halbfinalisten Nigeria und Südafrika qualifizierten sich für die U-20-Weltmeisterschaft 2009 in Ägypten.

## Teilnehmer
Die folgenden Mannschaften qualifizierten sich für die Endrunde:
- Ägypten
- Elfenbeinküste
- Ghana
- Kamerun
- Mali
- Nigeria
- Ruanda (Gastgeber)
- Südafrika

## Modus
Die Mannschaften spielten zunächst eine Vorrunde in zwei Gruppen mit je vier Mannschaften. Die beiden Erstplatzierten jeder Gruppe qualifizierten sich für das Halbfinale. Dort wurde bei Gleichstand eine Verlängerung und ggf. ein Elfmeterschießen ausgetragen.

## Gruppe A
| Pl. | Verein  | Sp. | S | U | N | Tore    | Diff. | Punkte |
| --- | ------- | --- | - | - | - | ------- | ----- | ------ |
| 1.  | Ghana   | 3   | 2 | 1 | 0 | 005:100 | +4    | 07     |
| 2.  | Kamerun | 3   | 1 | 2 | 0 | 005:200 | +3    | 05     |
| 3.  | Ruanda  | 3   | 1 | 1 | 1 | 003:400 | −1    | 04     |
| 4.  | Mali    | 3   | 0 | 0 | 3 | 001:700 | −6    | 0      |

## Gruppe B
| Pl. | Verein         | Sp. | S | U | N | Tore    | Diff. | Punkte |
| --- | -------------- | --- | - | - | - | ------- | ----- | ------ |
| 1.  | Nigeria        | 3   | 2 | 0 | 1 | 006:200 | +4    | 06     |
| 2.  | Südafrika      | 3   | 2 | 0 | 1 | 004:300 | +1    | 06     |
| 3.  | Ägypten        | 3   | 2 | 0 | 1 | 004:400 | ±0    | 06     |
| 4.  | Elfenbeinküste | 3   | 0 | 0 | 3 | 001:600 | −5    | 0      |

## Halbfinale
|         |   |           |     |
| Ghana   | – | Südafrika | 4:3 |
| Nigeria | – | Kamerun   | 0:2 |

## Spiel um den dritten Platz
|           |   |         |     |
| Südafrika | – | Nigeria | 1:2 |

## Finale
|                           |   |         |     |
| 1. Februar 2009 in Kigali |   |         |     |
| Ghana                     | – | Kamerun | 2:0 |

Ghana wurde durch zwei Tore von Ransford Osei zum dritten Mal Afrikameister.

## Weltmeisterschaft
Ghana, Kamerun, Nigeria und Südafrika qualifizierten sich neben Gastgeber Ägypten für die U-20-Weltmeisterschaft 2009. Dort beendete Ghana seine Vorrundengruppe vor Uruguay, Usbekistan und England als Sieger. Nach einem Sieg im Achtelfinale gegen Südafrika und einem Sieg im Viertelfinale gegen Südkorea, konnte sich der Afrikameister auch im Halbfinale gegen Ungarn durchsetzen. Durch einen Sieg nach Elfmeterschießen im Finale gegen Brasilien wurde Ghana erstmals Weltmeister. Ägypten wurde vor Paraguay, Italien und Trinidad und Tobago ebenfalls Gruppensieger, schied im Achtelfinale jedoch gegen Costa Rica aus. Südafrika hatte die Vorrunde hinter Ungarn und den Vereinigten Arabischen Emiraten als Dritter beendete, ehe es im Achtelfinale Ghana unterlag. Nigeria belegte in seiner Vorrundengruppe hinter Spanien und Venezuela den dritten Platz und schied im Achtelfinale gegen Deutschland aus. Für Kamerun endete die Vorrunde hinter Deutschland, Südkorea und den USA hingegen auf dem letzten Platz.